# Hilton Worldwide

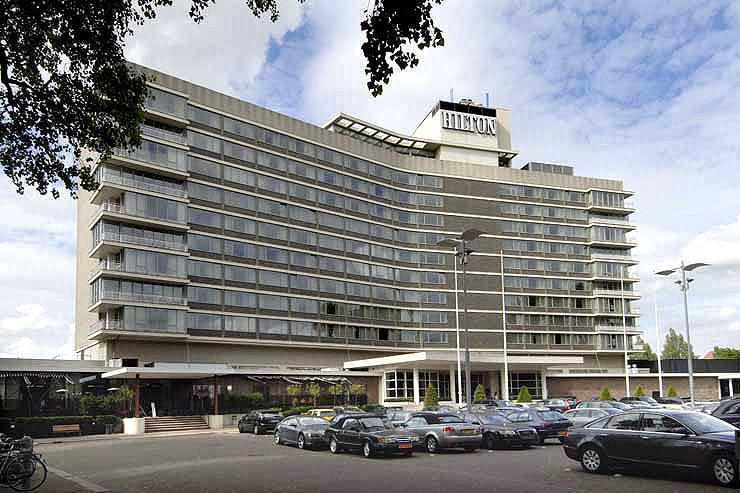
Het Hiltonhotel in Amsterdam-Zuid

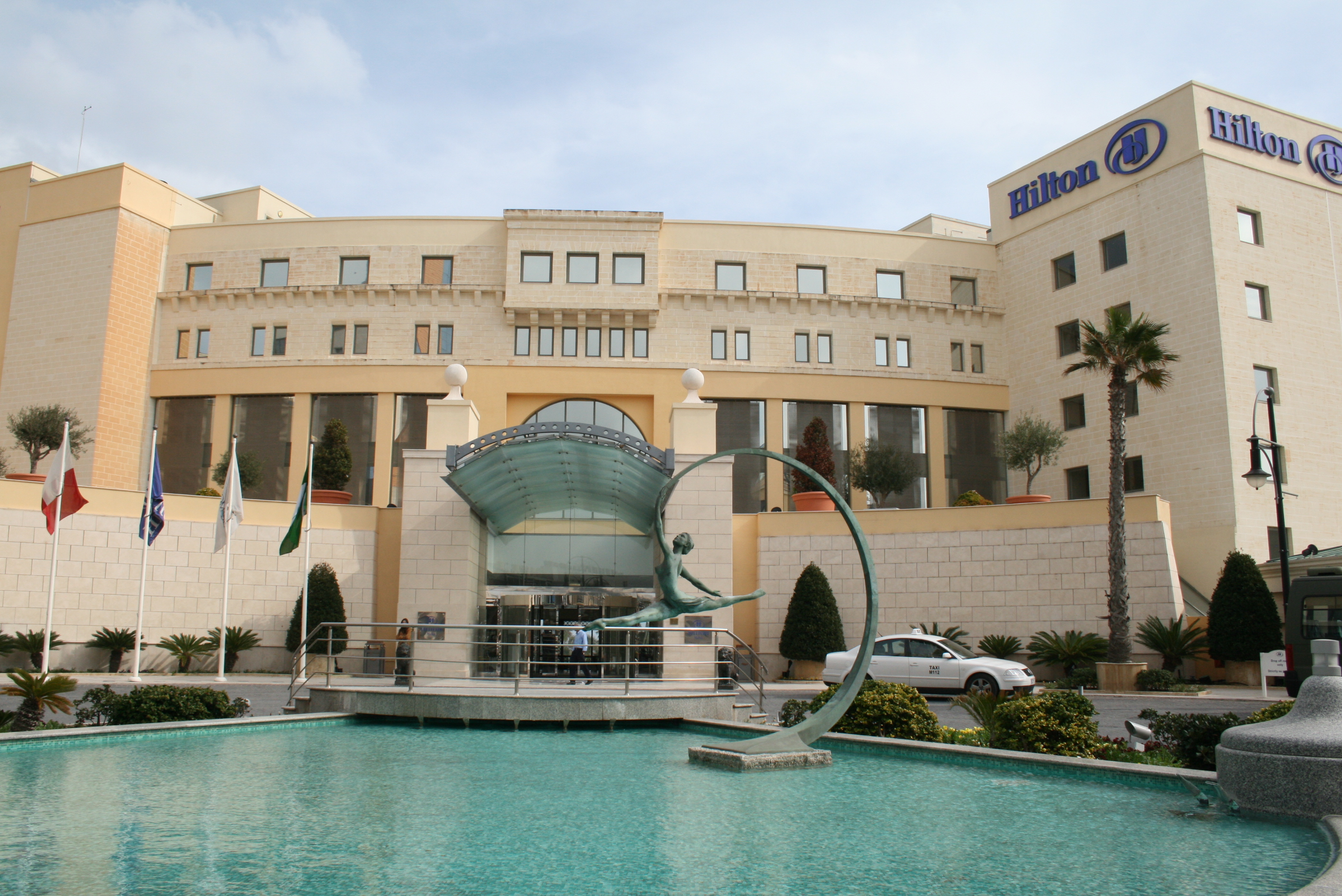
Het Hilton hotel in Malta

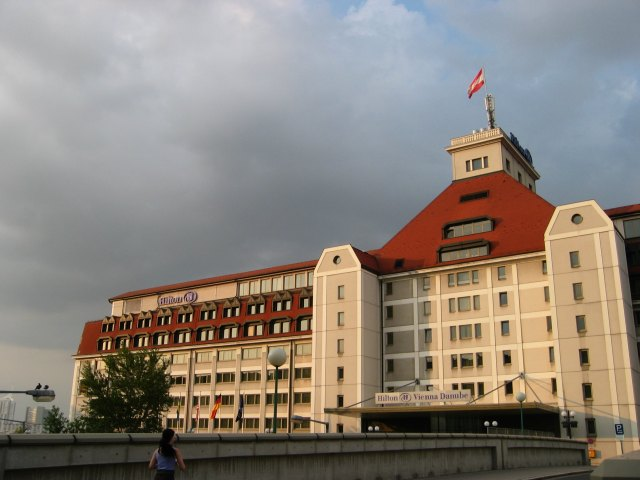
Een van de Hilton hotels in Wenen, Oostenrijk

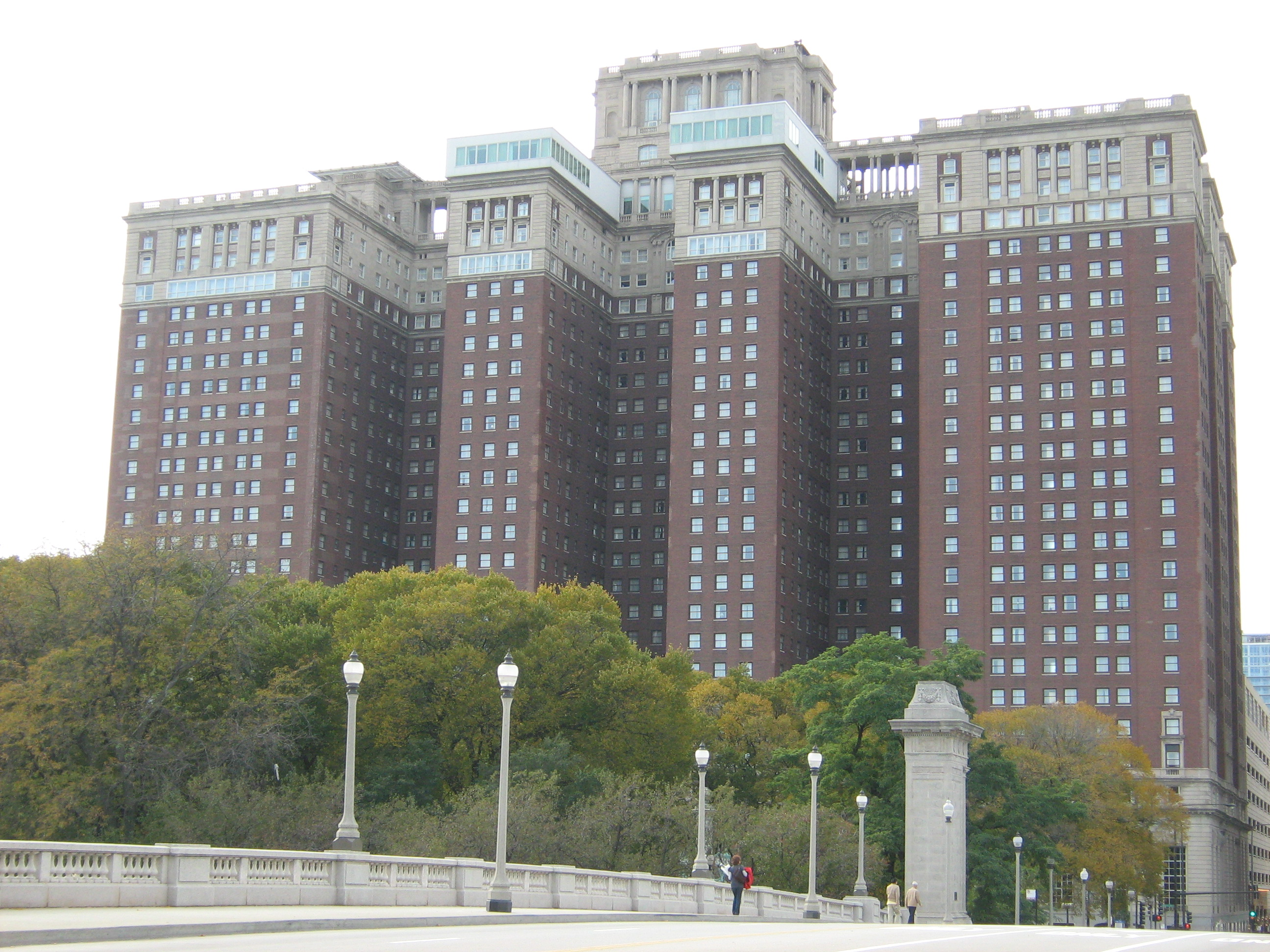
Hilton Chicago

Hilton (voorheen Hilton Worldwide en Hilton Hotels Corporation) is een Amerikaans bedrijf dat meerdere hotelmerken exploiteert. De hoofdvestiging van Hilton Worldwide bevindt zich in McLean in Virginia. In 1919 kocht oprichter Conrad Hilton zijn eerste hotel, The Mobley, in Cisco Texas. In 1925 werd het eerste hotel met zijn naam geopend, Dallas Hilton.

## Activiteiten
Hilton is een van de grootste hotelondernemingen ter wereld. Op 31 december 2020 had het 6478 hotels in eigendom of onder beheer, met 1.019.287 kamers in 119 landen. Een fractie hiervan is daadwerkelijk eigendom van de keten, dat waren per jaareinde 2020 slechts 61 hotels met 19.400 kamers. De rest van de hotels staan alleen onder beheer of franchisenemers maken gebruik van de kennis en formule. De belangrijkste bron van inkomsten voor Hilton zijn de vergoedingen die de franchisenemers betalen, dit is meestal een percentage van de omzet die ze behalen op de verhuur van de hotelkamers. Het bedrijf telt 141.000 medewerkers.
Het bedrijf bezit en beheert meerdere merken, waaronder: Hilton Hotels & Resorts, Waldorf Astoria Hotels and Resorts, Conrad Hotels & Resorts, Canopy by Hilton, Signia Hilton, DoubleTree by Hilton, Curio Collection by Hilton, Tapestry Collection by Hilton, Embassy Suites by Hilton en Hilton Garden Inn.
Anno 2020 zijn er in Nederland vijftien van deze hotelmerken te vinden, onder andere het Waldorf Astoria Amsterdam, Hilton Amsterdam (sinds 1962), Hilton Rotterdam, Hilton the Hague, DoubleTree by Hilton Amsterdam Centraal Station en Hampton by Hilton Utrecht.

### Aandeelhouders
In 1964 werd het bedrijf gesplitst in een nationaal, Hilton Hotels Corporation, en een internationaal deel, Hilton International. In 2006 kwamen deze twee ketens weer in een hand. Een jaar later werd het bedrijf overgenomen door de Blackstone Group. In december 2013 ging het bedrijf terug naar de beurs, de New York Stock Exchange. Blackstone verkocht 24% van de aandelen. Bij de introductie had Hilton een beurswaarde van US$ 20 miljard.
In oktober 2017 verkocht Blackstone een blok aandelen Hilton aan de Chinese HNA Group. HNA betaalde US$ 6,5 miljard voor een belang van 25% in Hilton en wordt daarmee de grootste aandeelhouder. Na de verkoop had Blackstone nog 21% van de aandelen in handen. In mei 2018 verkocht Blackstone de laatste aandelen in de hotelketen voor US$ 1,3 miljard. Na 11 jaar heeft Blackstone afscheid genomen van een zeer lucratieve belegging, Blackstone behaalde in totaal een winst van US$ 14 miljard, dat is driemaal meer dan de initiële investering.
Nog binnen een jaar, in april 2018, maakte HNA al weer bekend de Hilton aandelen te willen verkopen. Het heeft een snelle groei achter de rug en veel internationale acquisities gedaan waardoor de schulden sterk zijn opgelopen. De Chinese regering wil hier een einde aan maken waardoor HNA diverse activiteiten moet verkopen. In dezelfde maand verkocht HNA het hele aandelenbelang voor US$ 8,4 miljard. HNA realiseerde hiermee een boekwinst van US$ 2 miljard.

## Merken
- Waldorf Astoria Hotels & Resorts
- LXR Hotels & Resorts
- Conrad Hotels & Resorts
- Hilton Hotels & Resorts (Het vlaggenschipmerk van Hilton Worldwide)
- Canopy by Hilton
- Curio Collection by Hilton
- Signia by Hilton
- Embassy Suites by Hilton
- DoubleTree by Hilton
- Tapestry Collection by Hilton
- Tempo Hilton
- Hilton Garden Inn
- Homewood Suites by Hilton
- Hampton by Hilton
- Motto by Hilton
- Home2 Suites by Hilton
- Tru by Hilton

### Voormalige merken
- Coral by Hilton
- Denizen Hotels
- Lady Hilton
- Scandic Hotels

## Enkele bijzondere hotels
- Hilton Anaheim, Anaheim, Californië
- Hilton Chicago
- Hilton Hawaiian Village Beach Resort and Spa, Honolulu, Hawaï
- Palmer House Hilton, Chicago, Illinois
- Waldorf-Astoria Hotel, New York
- Hilton New York, New York
- Westgate Las Vegas, Las Vegas, Nevada
- Hilton Waikoloa Village, Waikoloa, Hawaï
- Hilton Antwerpen old town, Antwerpen (stad), België
- Hilton Hotel, Boedapest, Hongarije
- Waldorf Astoria Rome Cavalieri Hotel, Rome, Italië
- Hua Hin Hilton, Hua Hin, Thailand

## Hilton Honors
Hilton Honors (voorheen Hilton HHonors) is het loyaliteitsprogramma voor gasten van Hilton, waarmee frequente gasten punten kunnen verzamelen. Het programma is een van de grootste in zijn soort, met ongeveer 71 miljoen leden.
Er zijn vier niveaus binnen het programma, waaronder Member, Silver, Gold en Diamond.
Hilton heeft het Hilton HHonors-programma in februari 2017 omgedoopt tot Hilton Honors.